# 張希愛
張希愛（1983年8月8日—），曾用名張瑞涵， 是一位出身台湾的女性演員。

## 生平

### 演藝生涯
她畢業自中央戲劇學院；畢業后，她在中國大陸和台湾参演多部戲劇作品，其角色定位多為纯潔善良類型女子，如在民視上映的《意難忘》中饰演王家儀一角、2010年11月上映的《娘妻》飾演王麗云一角、2011年央視播出的《海峽往事》中飾演周小云一角。
2016年，她與馬思特國際文化股份有限公司簽署個人首張個人專輯合約；同年7月，她創辦《希樂莉娜》品牌，並成立希樂國際有限公司，從事咖啡精品副業。
2017年3月，正式加入美國好來塢摩尼國際影視集團。
2017年8月，受聘於私立莊敬高職表演相關科系任教。

## 電視劇
| 年份 | 剧名                                        | 飾演角色 | 頻道       |
| ---- | ------------------------------------------- | -------- | ---------- |
| 1993 | 阿弥陀佛                                    | 芭乐     | 中視       |
| 1994 | 活佛也抓狂                                  | 小葫芦   | 中視       |
| 2003 | 真的不想走                                  | 方茵     | 央視       |
| 2003 | 新玫瑰瞳鈴眼－偷情百分百                    | 蘇以千   | 民視       |
| 2004 | 新玫瑰瞳鈴眼－斷頸美人                      | 王小愛   | 民視       |
| 2004 | 新玫瑰瞳鈴眼－外遇夫人系列(四)-台南哀愁夫人 | 文妍     | 民視       |
| 2004 | 新玫瑰瞳鈴眼－床底下的哭聲                  | 張夢如   | 台視       |
| 2005 | 蝴蝶密碼－親親寶貝                          | 李佳蓮   | 台視       |
| 2006 | 意難忘                                      | 王家仪   | 民視       |
| 2006 | 生命圆舞曲                                  | 陈丽丽   | 大愛電視台 |
| 2006 | 藍色水玲瓏－陰妻作嫁                        | 陳雅芳   | 民視       |
| 2006 | 第一劇場－五個女艷鬼                        | 廖美慧   | 八大第一台 |
| 2007 | 爱                                          | 郭惠敏   | 民視       |
| 2007 | 济公                                        | 王秋华   | 民視       |
| 2007 | 星愿                                        | 诗涵     | 超視       |
| 2008 | 神机妙算刘伯温                              | 淋溶冰蕊 | 台視       |
| 2009 | 海峡往事                                    | 周小云   | 央視       |
| 2009 | 娘妻                                        | 王丽云   | 中國大陸   |
| 2011 | 冬雪                                        | 江晓风   | 中國大陸   |

## 電影
| 年份 | 剧名         | 飾演角色   | 合作公司                   | 導演 |
| ---- | ------------ | ---------- | -------------------------- | ---- |
| 2011 | 金門新娘     | 林岳敏友人 | 福建電影製片廠             | 黃丹 |
| 2015 | 幸福很囧     | 喜朵       | 禾田四季傳媒、重慶鼎盛影業 | 馬雍 |
| 2015 | 玩的就是心跳 | 吳亦凡     | 禾田四季傳媒、重慶鼎盛影業 | 馬雍 |

## MV
- 2009年-王建杰歌曲《钹链》MV
- 2011年-王建杰歌曲《幸福的车手》MV

## 音樂作品
- 2012年-南投觀光旅遊歌曲《日月潭》
- 2013年-Mercedes-Benz奔馳中國國際時尚週蔡美月婚紗展主題歌曲《幸福圓舞曲》(2015年電影幸福很囧主題曲)
- 2020年-台北西北區扶輪社成立六十週年紀念歌曲《因為有你》

## 出版作品

### 書籍
- 江蘇文藝出版社「80后人群的經典影像」人物專訪

## 主持作品
- 台灣東華電視「音樂特區」主持人
- 2013台南芒果節活動主持
- 2013烈嶼芋頭節活動代言主持
- 2014烈嶼芋頭節活動代言主持
- 2015烈嶼芋頭節活動代言主持

## 代言
- 夏麗妮保養系列產品代言人
- 白水真好意貢糖產品代言人

## 創業
- 2016自創希樂莉娜品牌